# 스즈키 준야 (1996년 1월)
스즈키 준야(일본어: 鈴木 準弥, 1996년 1월 7일~)는 일본의 축구 선수이다.

## 구단 경력
그는 2018년 VfR 알렌에 입단했다. 2019년 J3리그의 후지에다 MYFC로 이적했다. 2020년 블라우블리츠 아키타로 이적했다. 2020년 J3리그 우승으로 J2리그로 승격했다. 2021년까지 53경기에 출전하여, 3득점을 넣었다. 2021년 7월 J1리그의 FC 도쿄로 이적했다. 2023년 7월 J2리그의 FC 마치다 젤비아로 이적했다. 2023년 J2리그 우승으로 J1리그로 승격했다. 2025년 요코하마 FC로 이적했다.